# Agostino Barbarigo (admirális)
Agostino Barbarigo (c. 1500 – Lepantói-öböl, 1571. október 7.) velencei admirális, a lepantói csatában a főparancsnok helyettese, a Szent Liga (1571) flottája balszárnyának irányítója volt. Az ütközet első szakaszában egy nyílvesszű átütötte a jobb szemét, és kevéssel később meghalt.
Barbarigo a Szent Liga flottájában részt vállaló velencei hajóhad főparancsnoka, Sebastian Venier helyettese volt. Felettesével ellentétben türelmes, diplomatikus ember volt. Amikor Venier azzal fenyegetőzött, hogy visszavonja hajóit, Barbarigo azon dolgozott, hogy megmaradjon a szövetség. Amikor az Oszmán Birodalom hajóhada elleni támadás végső stádiumába lépett, Agostino Barbarigo váltotta Veniert a flotta háborús tanácsában. Magasan képzett, tapasztalt hajós volt, aki fiatal korától szolgált a velencei gályákon. A lepantói csatában ő irányította a flotta balszárnyát, de egy török nyíl eltalálta, és meghalt.